# Le train va vers l'est
Pour plus de détails, voir Fiche technique et Distribution.
Le train va vers l'est (en russe : Поезд идёт на восток, Poezd idyot na vostok) est un film soviétique réalisé par Youli Raizman, sorti en 1947,.

## Synopsis
Le soir du 9 mai 1945, des milliers de personnes célèbrent le Jour de la Victoire sur les places et les rues de Moscou. Au même moment, au guichet du télégraphe de la gare du Nord se croisent la jeune Zinaïda Sokolova récemment diplômée de l'Académie agricole Timiriazev et un officier de la marine Lavrentiev originaire de Leningrad. Ils se retrouvent ensuite dans le même compartiment du train pour Vladivostok. Zinaïda avec son caractère vif et spontané donne l'impression à Lavrentiev d'être une personne frivole, mais un concours de circonstances le fera changer d'avis. A l'une des gares, Sokolova et Lavrentiev ratent leurs train et sont obligés de poursuivre le voyage ensemble par leurs propres moyens, faisant connaissance avec les gens et la vie de l'Union soviétique en cours de route.  Ils arrivent d'abord dans une immense usine construite dans la taïga. La direction de l'usine met à leur disposition un petit avion qui les transporte vers l'est jusqu'à effectuer un atterrissage d'urgence. Ils voyagent ensuite à travers la taïga sur une charrette, passent la nuit dans une ferme collective et enfin rejoignent le chemin de fer. Bientôt la fin de la route - Vladivostok. Pendant ce voyage forcé, ils tombent amoureux. Se séparant à la gare, Zina et Lavrentiev savent que leur séparation ne durera pas longtemps.

## Fiche technique
- Réalisation : Youli Raizman
- Scénario : Leonid Malouguine
- Photographie : Igor Gueleine, Arkadi Kaltsaty
- Musique : Tikhon Khrennikov
- Décors : Abram Freïdine, M. Sutchatova
- Montage : Tatiana Likhatcheva
- Son : Serguei Minervine
- Format : 35 mm - 1.37 : 1 - Mono
- Pays :  Union soviétique
- Genre : comédie romantique
- Durée : 91 minutes
- Sortie : 1947

## Distribution
- Lidia Dranovskaïa : Zinaïda Sokolova
- Leonid Gallis : Lieutenant Nikolaï Lavrentiev
- Maria Yarotskaïa : Maria Zakharova, institutrice
- Mikhaïl Vorobiov : Boris Bérézine
- Konstantin Sorokine : chef de train
- Vladimir Lioubimov : directeur de l'usine Nikita Egorovich
- Vladimir Lepko : annonceur à la gare
- Andreï Petrov : pilote Vasily Goncharenko
- Vladimir Dorofeiev : oncle Egor
- Maria Andrianova : contremaître Praskovia Stepanovna
- Piotr Glebov : militaire à la gare de Moscou
- Valentina Teleguina : Pacha
- Vassili Vanine

## Critique
D'après Roger Boussinot, la « situation saugrenue rappelle irrésistiblement celle du film New York-Miami de Frank Capra » (sorti en 1934). Pour le critique, le but de cette comédie charmante était de « rendre l'optimisme à un peuple qui sortait de l'enfer ».